# Sarah Hassan
Sarah Hassan   (Mombasa, 5 de setembre de 1988) (O.G.W), és una actriu, productora, directora i antiga presentadora de televisió kenyana.
Destaca pels seus papers en sèries de televisió kenyanes com Crime and Justice, Tahidi High, The Wedding Show i Zora, i pel·lícules que inclouen la comèdia romàntica nigeriana-kenyana Plan B i Family Vacation. Sarah Hassan també apareix al programa de DSTv, Zari, com a Nina.
Els seus premis inclouen Millor actriu (2014) pel curtmetratge Now That You're Here; Millor presentadora de televisió (2014) als Premis Kalasha (Discovery+ 254); Millor periodista d'Àfrica oriental (2015) a la Setmana de la Moda Suahili (Mashariki Mix i Maisha Max); Millor actriu als Premis Kalasha el 2019 (Plan B); i de nou el 2021 (Crime and Justice).
El 2022, al costat de Willy Paul, va ser ambaixadora de la marca per al model del telèfon Reno 8 d'OPPO. Actualment és l'ambaixadora de la marca Skincare de Dettol.

## Joventut
Sarah Hassan va néixer el 5 de setembre de 1988 a Mombasa (Kenya), com a filla única dels seus pares. Va començar a actuar a l'edat de cinc anys. Per a la seva educació secundària, va anar a Machakos Girls' High School i més tard va assistir a la Universitat d'Agricultura i Tecnologia Jomo Kenyatta, on va cursar un Bachelors of Science en ciència actuarial. Més tard va anar a estudiar televisió i cinema a la New York Film Academy el 2016.

## Carrera professional
Hassan va debutar a la televisió el 2009 com a Tanya, a la sèrie dramàtica d'una escola de secundària kenyana Tahidi High, i es va convertir en un dels personatges principals de l'època. També va protagonitzar diverses sèries com Demigods, Saints i Changes, i fins i tot va presentar l'espectacle de dansa d'Àfrica Oriental Sakata Mashariki. El 2013 va assumir el paper de Noni Gathoni a The Wedding Show com a presentadora principal fins al desembre de 2014.
Sarah Hassan va ser la productora principal de 40 Sticks que va guanyar diversos premis. A través de la seva pròpia productora, Alfajiri Productions, ha produït Plan B el 2019, Reflections (un curtmetratge) i Just In Time. El 2018, mentre estava a Los Angeles després dels seus estudis, també va escriure, dirigir i produir una pel·lícula, The Company You Keep.
L'agost de 2024, Netflix va llançar Family Vacation, un drama kenyà codirigit per Voline Ogutu i Edwin Kamau, en el qual Hassan protagonitza una influencer d'Internet que intenta salvar el seu matrimoni i la seva família.
A més d'actuar, és una ambaixadora de la marca de diverses línies de moda de Kenya. Actualment viu a Nairobi (Kenya).
Durant les celebracions del 61è Dia de Jamhuri el desembre de 2024, Sarah Hassan va rebre un premi presidencial per les seves contribucions a la indústria cinematogràfica. Va ser guardonada amb el reconeixement de l'Ordre del Gran Guerrer (O.G.W) de Kenya. Per tant, afegirà les inicials de l'honor després del seu nom.

## Vida personal
Sara Hassan es va casar amb Martin Dale el 25 de febrer de 2017 i han tingut un fill.

## Filmografia
| Any          | Títol                          | Paper           | Notes                              |
| ------------ | ------------------------------ | --------------- | ---------------------------------- |
| 2007         | Nefertiti and the Lost Dynasty |                 | Debut                              |
| 2009         | Tahidi High                    | Tanya           | Guanyadora - Premis Teeniez Choice |
| 2010         | Demigods                       | Kamila          | Paper secundari                    |
| 2011         | Saints                         | Lora            |                                    |
| 2011         | Sakata                         | Ella mateixa    | Convidada                          |
| 2011         | Changes                        | Liza            |                                    |
| 2013         | House of Lungula               | Chichi          | Pel·lícula                         |
| 2014–present | Jane & Abel                    | Leah            | Repartiment principal              |
| 2014         | Live or Die                    | Catwoman        | Pel·lícula                         |
| 2014         | Now That You're Here           | Katherine       | Curtmetratge                       |
| 2015–present | Discovery +254                 | Ella mateixa    | 26 episodis                        |
| 2015–present | How to Find a Husband          | Carol           | Paper principal                    |
| 2015–present | Maisha Max                     | Host            | Telerealitat                       |
| 2019         | Plan B                         | Lisa            | Repartiment principal              |
| 2021         | Just In Time                   | Muthoni         | Repartiment principal              |
| 2021         | Zora                           | Zora            | Paper principal                    |
| 2021-2022    | Crime and Justice              | Detectiu Makena | Paper princia                      |
| 2023         | Zari                           | Nina            | Repartiment principal              |
| 2024         | Family Vacation                | Yara Maleki     | Paper principal                    |

## Nominacions i premis
| Any  | Premi                                                | Categoria                              | Programa             | Resultat  | Ref.   |
| ---- | ---------------------------------------------------- | -------------------------------------- | -------------------- | --------- | ------ |
| 2011 | Premis Chaguo la Teeniez                             | Millor actriu                          | Tahidi High          | Guanyador |        |
| 2013 | Premis Kalasha 2013                                  | Millor actriu secundària               | House of Lungula     | Guanyador |        |
| 2015 | Premis Kalasha 2015                                  | Millors presentadors de televisió      | Discovery +254       | Guanyador | [ 15 ] |
| 2018 | Festival Internacional de Cinema festiu 2018         | Millor actriu                          | The Company You Keep |           |        |
| 2018 | Premis L.A Shorts 2018                               | Premi de plata a la millor actriu      | The Company You Keep |           | [ 8 ]  |
| 2018 | Premis L.A Shorts 2018                               | Premi de plata al millor curtmetratge  | The Company You Keep |           | [ 8 ]  |
| 2019 | Premis Kalasha 2019                                  | Millor actriu                          | Plan B               | Guanyador | [ 8 ]  |
| 2021 | Premis Kalasha 2021                                  | Millor actriu en un drama de televisió | Crime and Justice    | Guanyador | [ 8 ]  |
| 2021 | Premis Kalasha 2021                                  | Millor actriu en una pel·lícula        | Just In Time         | Guanyador | [ 8 ]  |
| 2022 | Premis Elecció dels espectadors d'Àfrica Màgica 2002 | Millor actriu en una comèdia           | Just In Time         |           | [ 16 ] |
| 2022 | Premis Elecció dels espectadors d'Àfrica Màgica 2002 | Millor pel·lícula de l'Àfrica oriental | Just In Time         |           |        |
| 2022 | Premis Elecció dels espectadors d'Àfrica Màgica 2002 | Millor pel·lícula en general           | Just In Time         |           |        |